# Aeto III
Aeto, filho de Aeto (em grego antigo Ἀετὸς τοῦ Ἀετοῦ; em egípcio antigo na forma demótica: Ꜣyꜣtws (sꜣ) Ꜣyꜣtws), notado na historiografia moderna como Aeto III, foi um sacerdote no culto de Alexandre Magno, durante o reinado de Ptolemeu V Epifânio sobre o Antigo Egito.  
De acordo com a inscrição na Pedra de Roseta, em 196 AEC Aeto III realizou o sacerdócio anual "de Alexandre e os deuses salvadores e os deuses irmãos e os deuses beneficentes e os deuses que amam seus irmãos e o deus que ama seu pai", ou seja, de Alexandre Magno, Ptolemeu I e sua esposa Berenice I, Ptolemeu II e sua esposa e irmã Arsínoe II, Ptolemeu III e sua esposa Berenice II, Ptolemeu IV e sua esposa e irmã Arsinoe III e o jovem rei Ptolemeu V Epifânio, que se encontrava no trono. Todos estes foram adorados como deuses no Egito ptolemaico.  
Acredita-se que Aeto tenha sido neto de Aeto, filho de Apolônio, um nativo de Aspendo na Panfília, que se tornou estratego ou governador militar da Cilícia no reinado de Ptolemeu II.